# ブリッゲン
ブリッゲン（Bryggen）とは、ノルウェー王国ベルゲン旧市街の倉庫群。ブリッゲン（日本語ではブリュッゲンとも表記）はノルウェー語で埠頭という意味で、ハンザ同盟時代ドイツ人街だった地区に、カラフルで奥行の深い木造倉庫がならんでいる。建物は伝統的な技法で修復されており、現在も商店やレストラン、ミュージアムとして使用されている。1979年に世界遺産として登録された。
ブリッゲンを擁するベルゲン市は1070年の創設。1360年にはハンザ同盟のオフィスがおかれた。町は重要なトレードセンターとして開発され、ドックが整備された。ドックを管理する建物は各地からの職員、とりわけドイツ人をうけいれた。倉庫は物資、とくに北方ノルウェーからの魚とヨーロッパからの穀物で満たされた。ベルゲンはいくたびもの火災にみまわれ、ドック脇の倉庫や管理のための建物などは焼け落ちたが、いくつかの貯蔵庫の石材は15世紀にまでさかのぼることができる。

## 世界遺産
英語登録名の訳は「ブリッゲン」、フランス語登録名の訳は「ベルゲン市内の『ブリッゲン』地区」である。

### 登録基準
この世界遺産は世界遺産登録基準のうち、以下の条件を満たし、登録された（以下の基準は世界遺産センター公表の登録基準からの翻訳、引用である）。
- (3) 現存するまたは消滅した文化的伝統または文明の、唯一のまたは少なくとも稀な証拠。

登録基準に基づく評価内容は以下の通り。
- (3) ブリッゲンはハンザ同盟の社会組織の痕跡を残し、14 世紀に遡るハンザ商人の街の空間利用を物語っている。ブリッゲンは、世界でも類を見ない北方型「フォンダコ」の一種で、建物が街並みの中に残り、北ヨーロッパ最古の大規模貿易港の 1 つとしての記憶を永続させている。